# Krasnaja Dubrawa (Kaliningrad)
Krasnaja Dubrawa (russisch Красная Дубрава, deutsch Eszerninken, 1936 bis 1938 Escherninken, 1938 bis 1945 Gutfließ, litauisch Ežerninkai) ist ein Ort in der russischen Oblast Kaliningrad. Er gehört zur kommunalen Selbstverwaltungseinheit Stadtkreis Slawsk im Rajon Slawsk.

## Geographische Lage
Krasnaja Dubrawa liegt 34 Kilometer südöstlich der einstigen Kreisstadt Polessk (Labiau) und 31 Kilometer südlich der jetzigen Rajonshauptstadt Slawsk (Heinrichswalde). Durch den Ort verläuft eine Nebenstraße, die die russische Fernstraße A 216 (ehemalige deutsche Reichsstraße 138, heute auch Europastraße 77) unweit von Wyssokoje (Popelken, 1938 bis 1946 Markthausen) mit Majowka (Georgenburg) nördlich von Tschernjachowsk (Insterburg) verbindet. Eine Bahnanbindung besteht nicht.

## Geschichte
Das einstige Eszerninken genannte Dorf mit einem Gut, einer Windmühle und einer zum Staatsforst Grauden gehörenden Försterei war zwischen 1874 und 1945 in den Amtsbezirk Popelken (1938 bis 1945 „Amtsbezirk Markthausen“) eingegliedert und gehörte zum Kreis Labiau im Regierungsbezirk Königsberg der preußischen Provinz Ostpreußen. Zum 1. April 1938 wurde der Nachbarort Schallgirren (bis 1936: Szallgirren, 1938 bis 1945: Schliebenwalde, heute nicht mehr existent) nach Escherninken eingemeindet. Am 3. Juni 1938 wurde der Ort in „Gutfließ“ umbenannt.
In Kriegsfolge kam der Ort mit dem nördlichen Ostpreußen zur Sowjetunion. Er erhielt 1947 die russische Bezeichnung „Krasnaja Dubrawa“ und wurde gleichzeitig dem Dorfsowjet Wyssowski selski Sowet im Rajon Bolschakowo zugeordnet. Seit 1963 gehört der Ort zum Rajon Slawsk. Von 2008 bis 2015 gehörte Krasnaja Dubrawa zur Landgemeinde Bolschakowskoje selskoje posselenije und seither zum Stadtkreis Slawsk.

## Einwohnerentwicklung
| Jahr | Einwohner | Bemerkungen                   |
| ---- | --------- | ----------------------------- |
| 1910 | 696       |                               |
| 1933 | 610       |                               |
| 1939 | 525       | einschließlich Schliebenwalde |
| 2002 | 167       |                               |
| 2010 | 138       |                               |

## Kirche
Die Bevölkerung Eszerninkens resp. Gutfließ' war bis 1945 fast ausnahmslos evangelischer Konfession. Das Dorf gehörte zum Kirchspiel der Kirche Popelken (1938 bis 1946: Markthausen, heute russisch: Wyssokoje) im Kirchenkreis Labiau innerhalb der Kirchenprovinz Ostpreußen der Kirche der Altpreußischen Union. Heute liegt Krasnaja Dubrawa im Einzugsbereich der in den 1990er Jahren neu entstandenen evangelisch-lutherischen Gemeinde in Bolschakowo. Sie ist eine Filialgemeinde in der Kirchenregion der Salzburger Kirche in Gussew (Gumbinnen) innerhalb der Propstei Kaliningrad der Evangelisch-lutherischen Kirche Europäisches Russland.

## Persönlichkeiten
- Gerhard Wander (1903–1945), deutscher Jurist und Gerechter unter den Völkern